# Rudolf Bewer
Rudolf Bewer (* 14. November 1855 in Wien; † 1930) war ein deutscher Reichsgerichtsrat.

## Leben
1889 wurde er Amtsrichter und 1894 zum Landrichter ernannt. Seine Beförderung zum Rat erfolgte 1899. Ab 1902 war er Rat am Oberlandesgericht Köln. 1910 kam er an das Reichsgericht. Er war im 4., 6. und 7. Zivilsenat tätig. 1914 wurde er zum Kriegsdienst einberufen. Am 1. Januar 1924 trat er in den Ruhestand. Seit 1919 war Bewer im Unterausschuss „Arbeitsvertragsrecht“ des Ausschusses zur Ausarbeitung eines Entwurfs für das nach Artikel 157 Absatz 2 der Weimarer Reichsverfassung zu schaffende einheitliche Arbeitsrecht beim Reichsarbeitsministerium. 1925 erhielt er eine Honorarprofessur für Arbeits- und Gewerberecht in Leipzig. Bewer bildete 1927 die Speerspitze der Reichsgerichtsräte in dem Wiedergänger Berlin oder Leipzig für ein oberstes deutsches Gericht und trat für Leipzig in der Standortfrage des Reichsverwaltungsgerichts ein.
1928 verklagten Leopold Schwarzschild, der Herausgeber des Tage-Buchs, und Rudolf Olden, Redakteur des Berliner Tageblatts, Bewer wegen Beleidigung. Bewer hatte sich zuvor in der Deutschen Richterzeitung über deren Kritik zum Fehlurteil an Jakubowski erregt und Schwarzschild einen „rechtsbeugenden Literaten“ genannt, da er falsche Behauptungen aufgestellt habe. Bewer und Reichert wurden in zweiter Instanz zu 300 Mark Geldstrafe verurteilt. Seine Mitarbeit bei der Richterzeitung beendete er zum 1. Januar 1929.

## Familie
Sein Vater war der Maler Clemens Bewer (1820–1884). Seine Mutter war eine Cousine des Musikkritikers Eduard Hanslick. Sein Bruder war der antisemitische Schriftsteller Max Bewer. Seine Tochter Charlotte-Marie (1885–1960) hat Lutz Richter geheiratet, einen der „produktivsten Juristen der Weimarer Republik“, mit dauernden „Einfluß auf die Dogmatik des Verwaltungsrechts“. Sein Sohn Clemens Bewer (1894–1972) war ab 1927 Syndikus des Hartmannbundes und von 1934 bis 1945 der gleichgeschalteten Kassenärztlichen Vereinigung Deutschlands.

## Werke (Auswahl)
- Die sächsischen Bergschiedsgerichte, Leipzig 1914.
- Familie Bewer vom Niederrhein, Düsseldorf 1930.
- „Die Totschlagssühne in der Lex Frisionum“, Zeitschrift der Savigny-Stiftung für Rechtsgeschichte, Germanistische Abteilung, Band 13 (1892), S. 95.
- „Zuständigkeit der Gewerbegerichte für Rechtsnachfolger der Arbeiter oder Arbeitgeber“, Deutsche Juristen-Zeitung, Jahrgang 9 (1904), Sp. 1109.
- „Der Kampf um die Schwurgerichte“, Deutsche Richterzeitung 1927, S. 120.
- „Örtliche Gerichtsunabhängigkeit und das kommende Reichsverwaltungsgericht“, Deutsche Richterzeitung 1927, 106.
- „Politisierte Geschworene“, Deutsche Richterzeitung 1928, S. 180.

| Personendaten    | Personendaten                  |
| ---------------- | ------------------------------ |
| NAME             | Bewer, Rudolf                  |
| ALTERNATIVNAMEN  | Bewer, Rudolf Heinrich Leopold |
| KURZBESCHREIBUNG | deutscher Reichsgerichtsrat    |
| GEBURTSDATUM     | 14. November 1855              |
| GEBURTSORT       | Wien                           |
| STERBEDATUM      | 1930                           |